# Chaetothiersia
Chaetothiersia is een geslacht van schimmels dat behoort tot de familie Pyronemataceae. De typesoort is Chaetothiersia vernalis.

## Soorten
Volgens Index Fungorum telt het geslacht vier soorten (peildatum november 2023): 
| Soortnaam                   | Auteur(s)                         | Publicatiejaar |
| --------------------------- | --------------------------------- | -------------- |
| Chaetothiersia cupressicola | Valencia, Van Vooren & M. Vega    | 2021           |
| Chaetothiersia eguttulata   | Valencia, U. Lindem. & Van Vooren | 2021           |
| Chaetothiersia laricina     | M. Carbone & Alvarado             | 2021           |
| Chaetothiersia vernalis     | B.A. Perry & Pfister              | 2008           |